# هنري ليونغ
هنري ليونغ هو لاعب إسكواش صيني، ولد في 10 مارس 1995 في هونغ كونغ في الصين.

## وصلات خارجية
- هنري ليونغ على موقع الاتحاد الدولي لمحترفي الاسكواش (مؤرشف) (الإنجليزية)
- هنري ليونغ على موقع SquashInfo.com (الإنجليزية)